# Louisa May Alcott
Louisa May Alcott  (Germantown, Pensilvania; 29 de noviembre de 1832-Boston, Massachusetts; 6 de marzo de 1888) fue una escritora (estilo gótico) estadounidense, reconocida por su novela Mujercitas (1868). Comprometida con el movimiento abolicionista y con el sufragismo, escribió bajo el seudónimo de A. M. Barnard una colección de novelas y relatos en los que se tratan temas tabúes para la época como el adulterio y el incesto.

## Biografía
Sus padres eran Abigail May y el pedagogo, escritor y filósofo trascendentalista Amos Bronson Alcott, vinculado al abolicionismo, al sufragio femenino y a la reforma educacional. Louisa tenía tres hermanas, Paca, Lizzie y Abba May. Su hermano Dapper murió a los dos días de nacer. Creció y vivió en Nueva Inglaterra. Las cuatro hermanas fueron educadas en su propio hogar por su padre, mientras recibían visitas de ilustres vecinos como Nathaniel Hawthorne, Henry David Thoreau, Theodore Parker, Margaret Fuller y Ralph Waldo Emerson.
A temprana edad, para ayudar económicamente a su familia, comenzó a trabajar esporádicamente como maestra, costurera, institutriz y escritora; su primer libro fue Flower Fables (1855), formado por cuentos originalmente escritos para Ellen Emerson, hija de Ralph Waldo Emerson.
Durante su adolescencia y principios de la edad adulta, Alcott compartió la pobreza y los ideales trascendentalistas de su familia. Posteriormente esta fase de su vida fue descrita en el relato Fruitlands. Una experiencia transcendental (Transcendental Wild Oats and excerpts from the Fruitlands Diary), reimpreso en el volumen Silver Pitchers (1876), que narra las experiencias de su familia durante un experimento utópico de «pleno vivir y elevado pensar» en «Fruitlands», en la ciudad de Harvard, Massachusetts, en 1843.
Nunca contrajo matrimonio y se mostró, al igual que sus progenitores, activa en el plano social y político durante toda su vida, alineándose en contra de la esclavitud y apoyando con ahínco el voto de la mujer. Fallecida su madre, se hizo cargo de su hogar.
En la Guerra de Secesión fue enfermera en el Hospital de la Unión, en Georgetown, Washington D. C., durante seis semanas entre 1862 y 1863.
Murió en Boston el 6 de marzo de 1888 a causa de las secuelas del envenenamiento por mercurio contraído durante su servicio en la guerra, el mismo día en que su padre era sepultado. Tenía cincuenta y cinco años de edad.

## Obra
Louisa May Alcott escribió relatos y poemas desde joven. En 1851 publicó su primer texto con el pseudónimo de "Flora Fairfield", un poema que vio la luz en la publicación Peterson’s Magazine.
Su primer libro publicado sería “Fábulas de flores” (1854). En 1860 comenzó a escribir para la revista The Atlantic Monthly. Sus cartas a casa, revisadas y publicadas en el Commonwealth y recopiladas como Hospital Sketches (Escenas de la vida de un hospital, 1863; reeditadas con adiciones en 1869), demostraron un agudo poder de observación y crónica, además de una sana dosis de humor retrospectivo, ganándose su primer reconocimiento crítico. Su novela Moods (Estados de ánimo) (1864) también fue considerada prometedora.
Una parte menos conocida de su obra son las novelas y cuentos que escribió bajo el pseudónimo A. M. Barnard. Trabajos tales como A Long Fatal Love Chase (Cacería de amor larga y fatal) y Pauline's Passion and Punishment (El crimen y castigo de Pauline) son el tipo de novelas románticas conocidas en la época victoriana como «relatos melodramáticos» o «sensation novels», de estilo gótico. Sus protagonistas son personajes obstinados e implacables en la búsqueda de sus objetivos, que a menudo involucran venganza contra aquellos que los han humillado o frustrado. Estos trabajos, que escribía principalmente como medio de subsistencia, le reportaron éxito comercial y aún son de frecuente lectura.
También produjo historias para niños, y con las excepciones del cuento autobiográfico Work, A Story of Experience (Trabajo. Un relato de vivencias) (1873) y la novela corta anónima A Modern Mephistopheles (Un Mefistófeles moderno) (1877), que se sospechó podía haber sido escrita por Julian Hawthorne, no volvió a escribir para adultos.

### Mujercitas

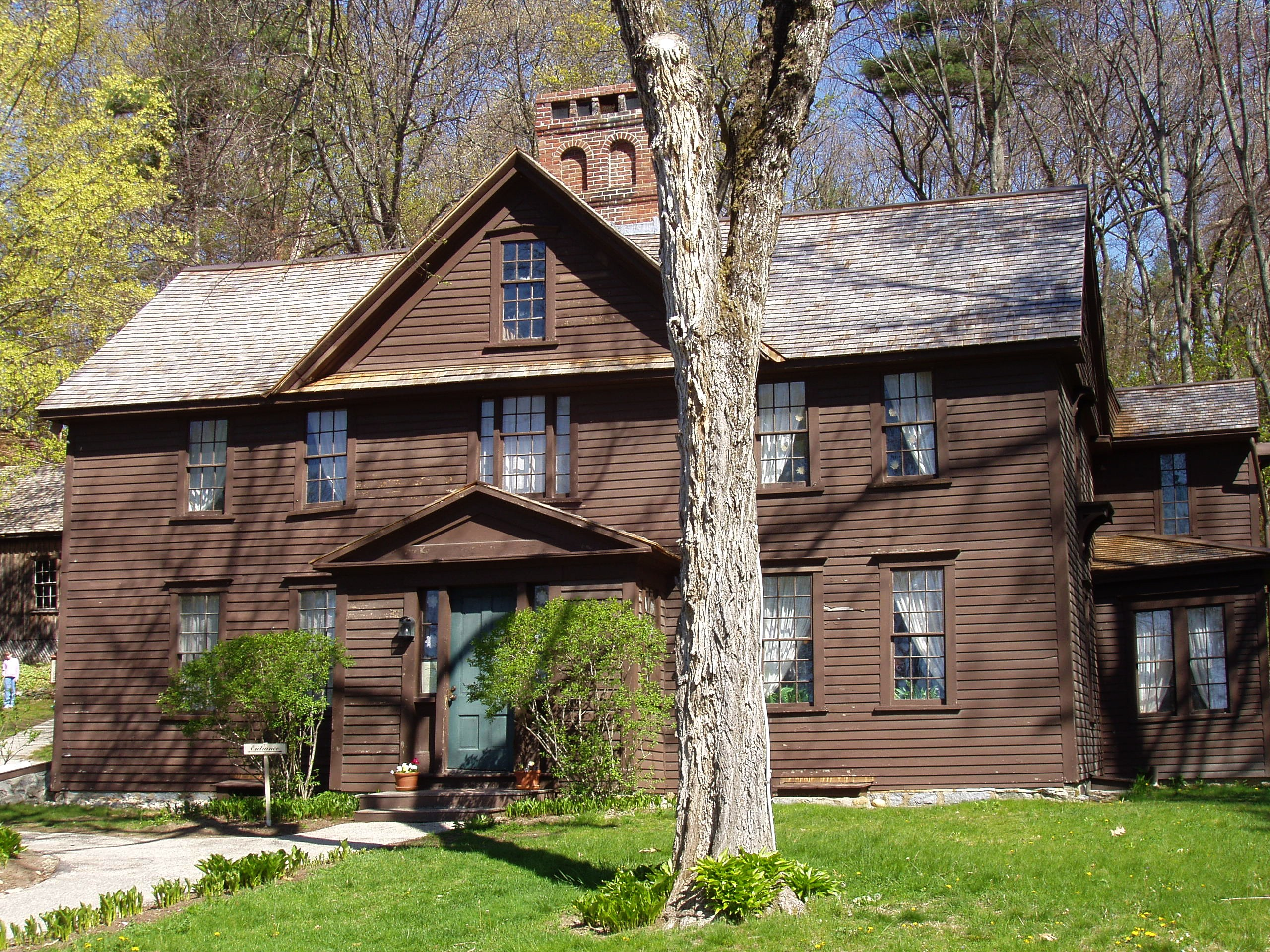
Orchard House en Concord (Massachusetts), donde Alcott escribió Mujercitas en 1868.

Alcott obtuvo un sorpresivo y abrumador éxito con la aparición de la primera parte de Mujercitas (Little Women: or Meg, Jo, Beth and Amy) (1868), relato en parte autobiográfico inspirado en su niñez junto a sus hermanas en Concord, Massachusetts. Esta obra fue escrita por encargo de su editor, que quería un libro orientado a mujeres jóvenes.
La segunda parte, Aquellas mujercitas (Good Wives), publicado en 1869, llevaría a sus protagonistas a la vida adulta. Después de esta primera publicación, aparece conjuntamente con Mujercitas en las ediciones de su tiempo. Más adelante, apareció Hombrecitos (Little Men) (1871), que trata de manera similar el carácter y la forma de ser de sus sobrinos que vivían en Orchard House en Concord, Massachusetts. Los muchachos de Jo (Jo's Boys) (1886) completó la «saga de la familia March». 
La mayoría de sus volúmenes posteriores, Una chica anticuada (An Old-Fashioned Girl) (1870), Cuentos de la tía Jo (Aunt Jo's Scrap Bag) (en seis volúmenes, 1871-1879), Rosa en flor (Rose in Bloom) (1876) y otros, siguieron la línea de Mujercitas, de la cual el numeroso y leal público de la autora nunca se cansó.
Mujercitas ha sido llevada al cine en varias películas, entre las cuales destaca una de ellas, la adaptación dirigida por Mervin LeRoy en 1949 y protagonizada por June Allyson, Margaret O'Brien, Janet Leigh, y Elizabeth Taylor.

## Libros

### Los cuatro libros de la sagaMujercitas
- Mujercitas o Meg, Jo, Beth y Amy (Little Women, 1868)
- Aquellas mujercitas (Good Wives, 1869). Más tarde se publicó conjuntamente con Mujercitas.
- Hombrecitos (Little Men. Life at Plumfield with Jo's Boys, 1871)
- Aquellos hombrecitos, también conocida como Los muchachos de Jo (Jo's Boys, and How They Turned Out. A Sequel to Little Men, 1886)

### Otras novelas
- La herencia[6] (1849, inédita hasta 1997)
- Mal humor. Una novela (Moods. A novel) (1865, revisada en 1882)
- La llave misteriosa y lo que abrió (1867)
- An Old-Fashioned Girl (1870), traducida como «Corazón de oro» (1953), «Una chica a la antigua» (1957) y «Una muchacha anticuada» (1962)
- Trabajo. Un relato de vivencias[5] (1873)
- Ocho primos (Eight Cousins, or The Aunt-Hill) (1875)
- La juventud de los ocho primos, también traducida como Rosa en flor (Rose in Bloom. A sequel to "Eight Cousins") (1876)
- Bajo las lilas[7] (1878)
- Jack y Jill (Jack and Jill: A Village Story) (1880)
- Historias proverbiales (1882)

### Como A. M. Barnard
- La pasión y el castigo de Pauline[5] (1863)
- Tras la máscara, o el poder de una mujer (1866)
- El fantasma del abad, o la tentación de Maurice Treherne (1867)
- Una larga persecución fatal del amor (1866 - publicado por primera vez en 1996)

### Publicado anónimamente
- Un Mefistófeles moderno (1877)

### Colecciones de cuentos cortos para niños
- Fábulas de flores (Flower Fables) (1854)
- De guardia y otros cuentos (On Picket Duty, and Other Tales) (1864). Contiene cuatro cuentos: De guardia; El rey de tréboles y la reina de corazones; La cruz de la torre de la vieja iglesia; y La muerte de John.
- Campanillas y otros cuentos (Morning-Glories and Other Stories) (1868). Cuentos de fantasía[Nota 3] y cuatro poemas para niños, incluyendo: Una canción de Navidad; Campanillas; La familia de Rosa: un cuento de hadas (1864); Niños de la sombra; Las travesuras de Poppy; Lo que hicieron las golondrinas; El pequeño Gulliver; Historia de una ballena; Goldfin y Silvertail; ¡Qué isla tan extraña!, (1868); ¡Pío! ¡Pío! ¡Pío!; La amiguita de Fancy; El nautilus; y La luciérnaga de las hadas.
- Cuentos de la tía Jo (1872-1882). 66 cuentos cortos en seis volúmenes.

1. La cuentos de la tía Jo
2. Shawl-Straps
3. Cupido y Chow-Chow
4. Mis niñas, etc.
5. El crucero de Jimmy en el Pinafore, etc.
6. La fiesta tradicional del Día de Acción de Gracias, etc.

- Historias proverbiales (1882). Incluye: La jornada escolar de Kitty; La tía Kipp; El arte de Psique; Una Navidad nacional; De guardia (1864); Los guantes del barón; Mi gorra roja (1881); Lo que vieron y dijeron las campanas.
- Los cuentos de la rueca (1884). Una colección de 12 cuentos.[Nota 4]
- La biblioteca de Lulú (1886-1889). Una colección de 32 cuentos cortos en tres volúmenes.[Nota 5]

1. Un sueño navideño; El país de las golosinas (1885); incluye Los zapatos saltarines...
2. El rey escarcha; La Bella Durmiente de las hadas; Eva en el país de las hadas...
3. Cuentos de mi niñez; La fiesta de los cubiertos; Música y macarrones; El secreto de Sofía...

- Una guirnalda de flores (A Garland for Girls, 1888). Una colección de ocho historias cortas que contiene: Flores de mayo (May Flowers, 1887); Un centro de hiedra y cenas de mujeres (An Ivy Spray and Ladies' Suppers); Pensamientos; Lirios acuáticos (Water-Lilies, 1887); Amapolas y trigo; El capullito de rosa; El laurel silvestre y el helecho (Mountain-Laurel and Maidenhair, 1887).

### Otros cuentos y novelas
- Esbozos hospitalarios (1863)
- Un cuento de enfermera (1865)
- Perilous Play (1869) (historia corta)
- Perdido en una pirámide, o la maldición de la momia
- Fruitlands. Una experiencia transcendental[3] (1873) (historia corta sobre la familia de Alcott y el movimiento trascendental), publicada por Editorial Impedimenta, 2019, ISBN 978-84-17553-09-8
- Silver Pitchers, e Independence: A Centennial Love Story (1876)
- Tragedias cómicas (1893) (póstuma)

### Otras publicaciones en español
- Sirenitas.[8] Selección de cuentos publicados en diversas fechas; unos, en revistas; otros, en colecciones de cuentos mencionadas más arriba.
- Mujercitas en Nonquitt.[9] Cinco relatos cortos ambientados en la localidad de Nonquitt, donde Alcott pasó sus últimos veranos: Lirios acuáticos (Water-Lilies en A Garland for Girls, 1887); El secreto de Sophie[Nota 6] (Sophie's Secret, 1883); El debut de Debby (Debby's Debut, 1861); ¡Qué isla tan extraña! (A Strange Island en Morning Glories, 1868) y Diente de león (Dandelion, 1869)

## Obras por orden cronológico
- The Inheritance (La herencia, 1849, primera edición en 1997)[6]
- Flower Fables (1854)[10]
- Hospital Sketches (Apuntes del hospital, 1863), publicada con más historias en 1869 como Hospital Sketches, and Camp and Fireside Stories
- The Rose Family: A Fairy Tale (1864)
- Moods. A Novel (1864, revisada en 1882)
- A Nurse's Story (Un cuento de enfermera, 1865)[11]
- Morning-Glories and Other Stories (1867)
- The Mysterious Key and What It Opened (1867)
- Little Women or Meg, Jo, Beth and Amy (Mujercitas, 1868)
- Three Proverb Stories (incluye Kitty's Class Day, Aunt Kipp y Psyche's Art) (1868)
- A Strange Island, (1868)
- Good Wives (Aquellas mujercitas, 1869), publicada inicialmente como segunda parte de Little Women[10]
- Perilous Play, (1869)
- An Old Fashioned Girl (Una muchacha anticuada, 1870)[10]
- Will's Wonder Book (1870)
- Little Men: Life at Plumfield with Jo's Boys (Hombrecitos, 1871)
- Aunt Jo's Scrap Bag (Cuentos de la tía Jo, 1872–1882)
- Transcendental Wild Oats (1873)
- Work: A Story of Experience (Trabajo. Un relato de vivencias, 1873)[5]
- Eight Cousins, or The Aunt-Hill (Ocho primos, 1875)
- Beginning Again, Being a Continuation of Work (1875)
- Silver Pitchers, and Independence: A Centennial Love Story (1876)
- Rose in Bloom: A Sequel to Eight Cousins (La juventud de los ocho primos, también traducida como Rosa en flor, 1876)[10]
- A Modern Mephistopheles (1877, publicada en forma póstuma)
- Under the Lilacs (Bajo las lilas, 1878)[7]
- Jack and Jill: A Village Story (1880)
- Spinning-Wheel Stories (Bellas historias, también traducida como Los cuentos de la rueca, 1884)[10][12]
- The Candy Country (1885)
- Jo's Boys and How They Turned Out. A Sequel to Little Men (Los muchachos de Jo, 1886)
- Lulu's Library, tres volúmenes (1886–1889), el tercero Recollections of my Childhood o Cuentos de mi niñez[13]
- A Garland for Girls (1888)
- Comic Tragedies, Writen by «Jo» and «Meg», and Acted by the «Little Women»[10] (1893, publicada en forma póstuma)

Como A. M. Barnard
- Pauline's Passion and Punishment (1863)
- Behind a Mask, or A Woman's Power (1866)
- The Abbot's Ghost, or Maurice Treherne's Temptation (1867)
- A Long Fatal Love Chase (1866 – primera edición en 1995)